# Oleada de tornados

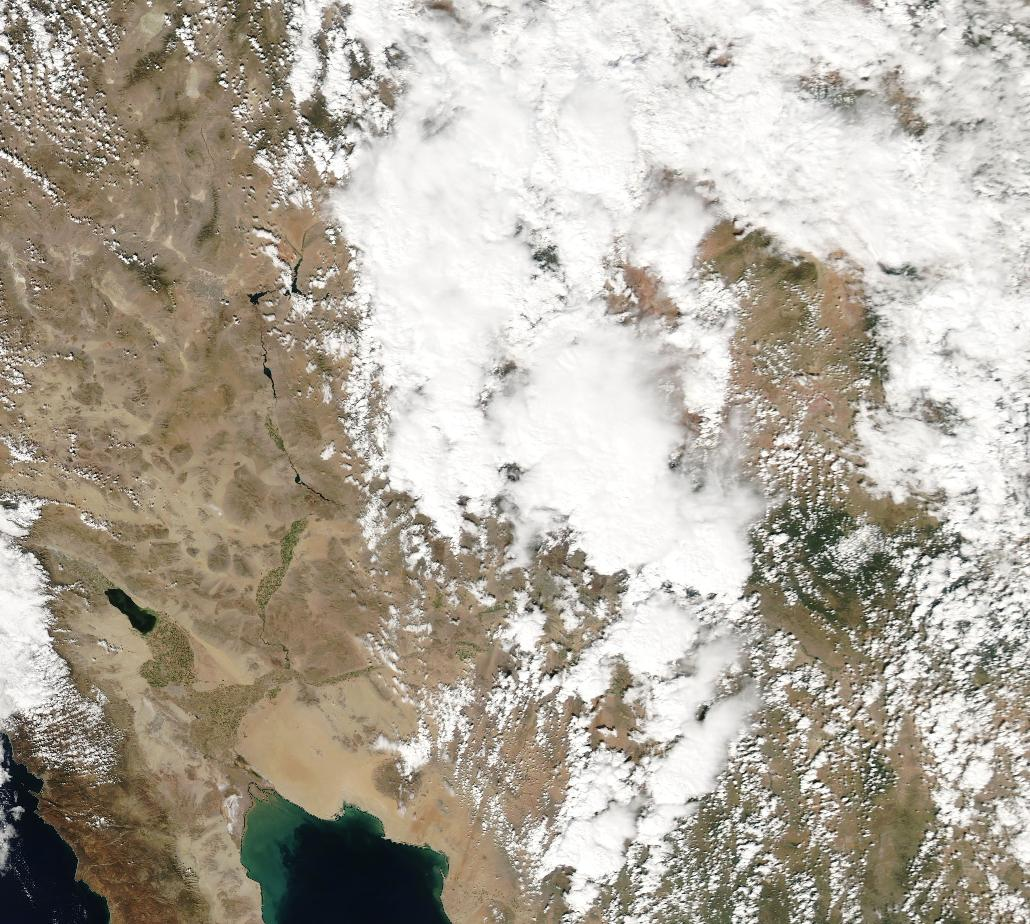
Decenas de superceldas sobre el norte de Arizona que provocaron una oleada de tornados el 6 de octubre de 2010

Una oleada de tornados es la formación de más de seis tornados en un día en la misma región, aunque no existe acuerdo en el número de ellos. No hay un número mínimo de tornados para considerar que sea una oleada, pero la mayoría de científicos de los EE. UU. consideran que deben ser al menos de seis a diez, dependiendo de varias tormentas eléctricas y deben ocurrir en menos de 48 horas y en la misma zona. La mayoría de las definiciones permite una interrupción de actividad de tornados (tiempo transcurrido desde el final del último tornado a principios del próximo tornado) de seis horas. 
Una serie de continuas o muy próximas oleadas de tornados es una secuencia de oleadas de tornados, la mayor de estas secuencias conocidas ocurrió entre el 3 y el 4 de abril de 1974 en EE. UU., con 148 tornados, incluyendo seis de fuerzas F5 y veinticuatro de F4 en la escala Fujita-Pearson.